# Конгрес депутатів (Іспанія)
Конгре́с депута́тів (ісп. Congreso de los Diputados) — нижня палата Генеральних кортесів, парламенту Іспанії. Складається з 350 депутатів, які обираються всенародним голосуванням за пропорційною системою в округах, які відповідають іспанським провінціям, використовуючи метод д'Ондта. Конгрес затверджує склад уряду і має право відправити його у відставку, першим розглядає законопроєкти та бюджет і може відхилити вето, яке наклав Сенат на прийняті законопроєкти.